# Palmer House
El Palmer House, también conocido como The Palmer House Hilton, es un hotel histórico en el área Loop de Chicago (Estados Unidos). Es miembro del programa de hoteles históricos de Estados Unidos del Fideicomiso Nacional para la Preservación Histórica. The Palmer House fue el primer hotel de la ciudad con ascensores y el primer hotel con bombillas eléctricas y teléfonos en las habitaciones. Aunque el hotel ha sido calificado como el hotel en funcionamiento continuo más antiguo de América del Norte, cerró en marzo de 2020 debido a la pandemia de COVID-19 y reabrió el 17 de junio de 2021.

## Historia

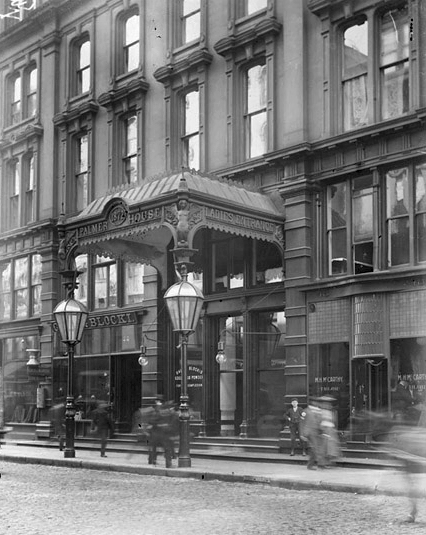
Entrada de damas del Palmer House Hotel (19 de septiembre de 1903)

### Primer Palmer House

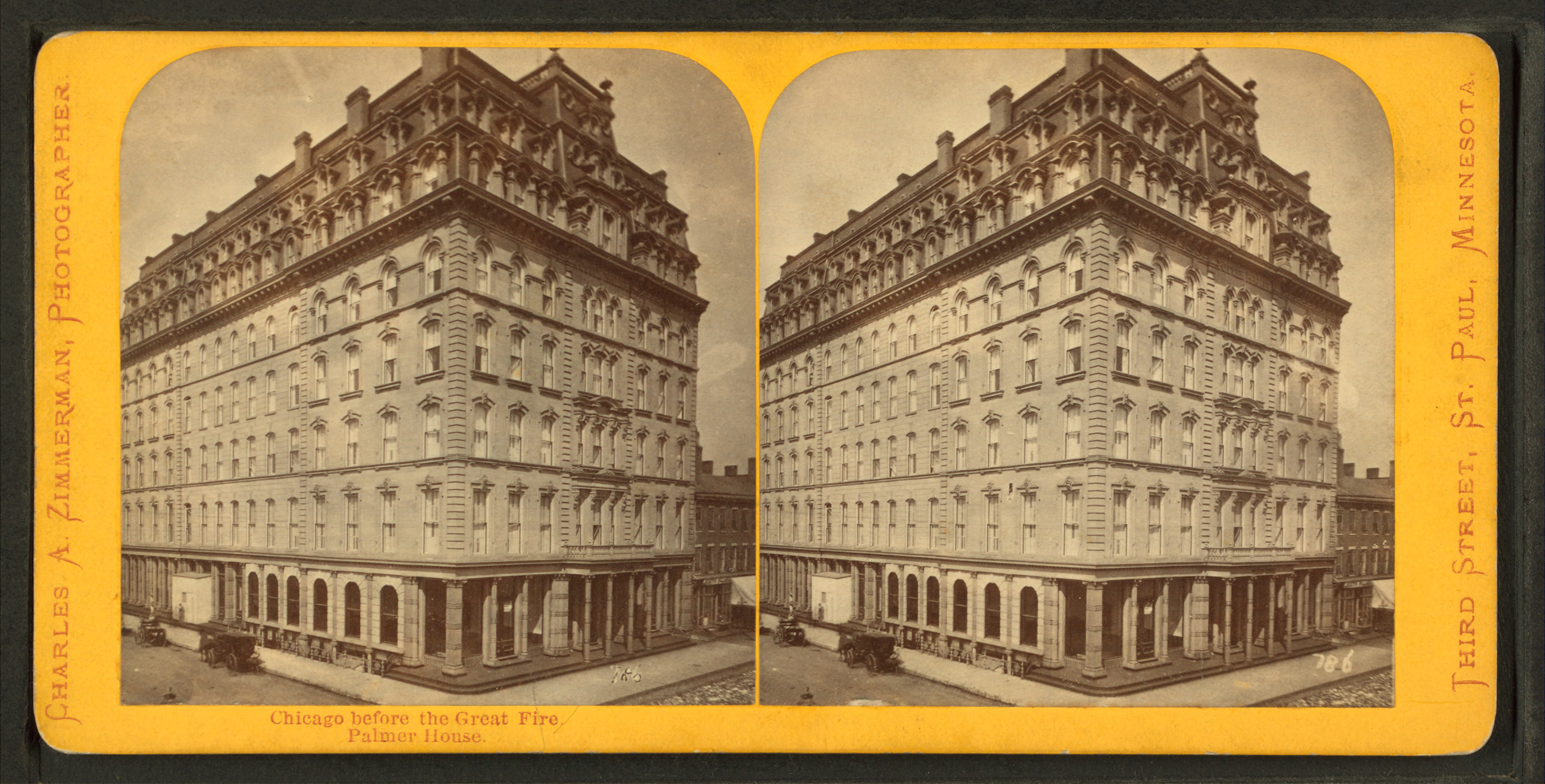
Vista estereoscópica de la primera Palmer House

El primero fue construido como regalo de bodas de Potter Palmer a su novia Bertha Honoré. Ubicado en State y Quincy, se inauguró el 26 de septiembre de 1870. Se quemó un año después, el 9 de octubre de 1871, durante el Gran Incendio de Chicago. Palmer ya había comenzado la construcción de un nuevo hotel en State y Monroe antes del Gran Incendio de Chicago.

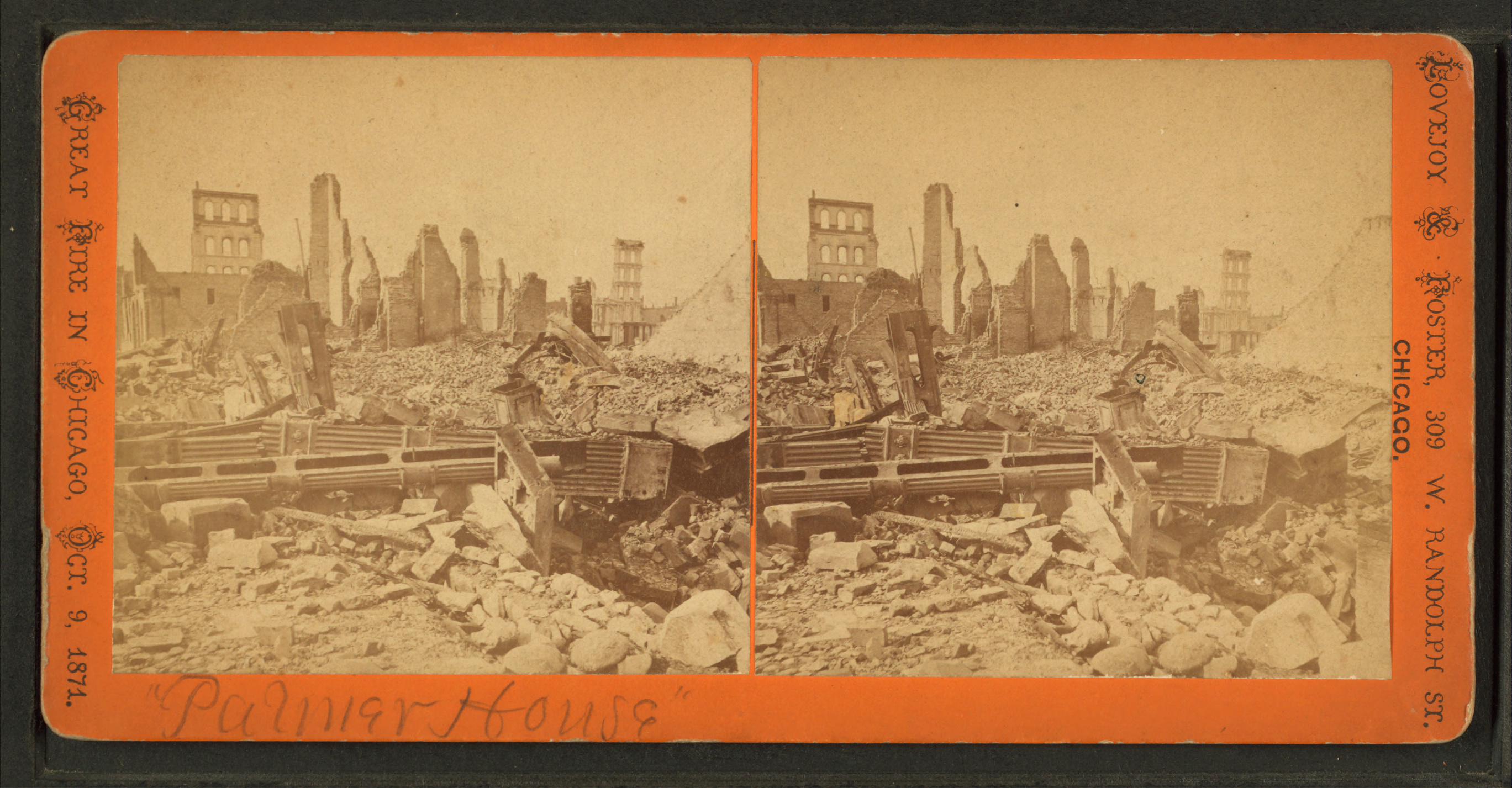
Vista estereoscópica de las ruinas de la primera Palmer House después del Gran Incendio de Chicago

### Segundo Palmer House

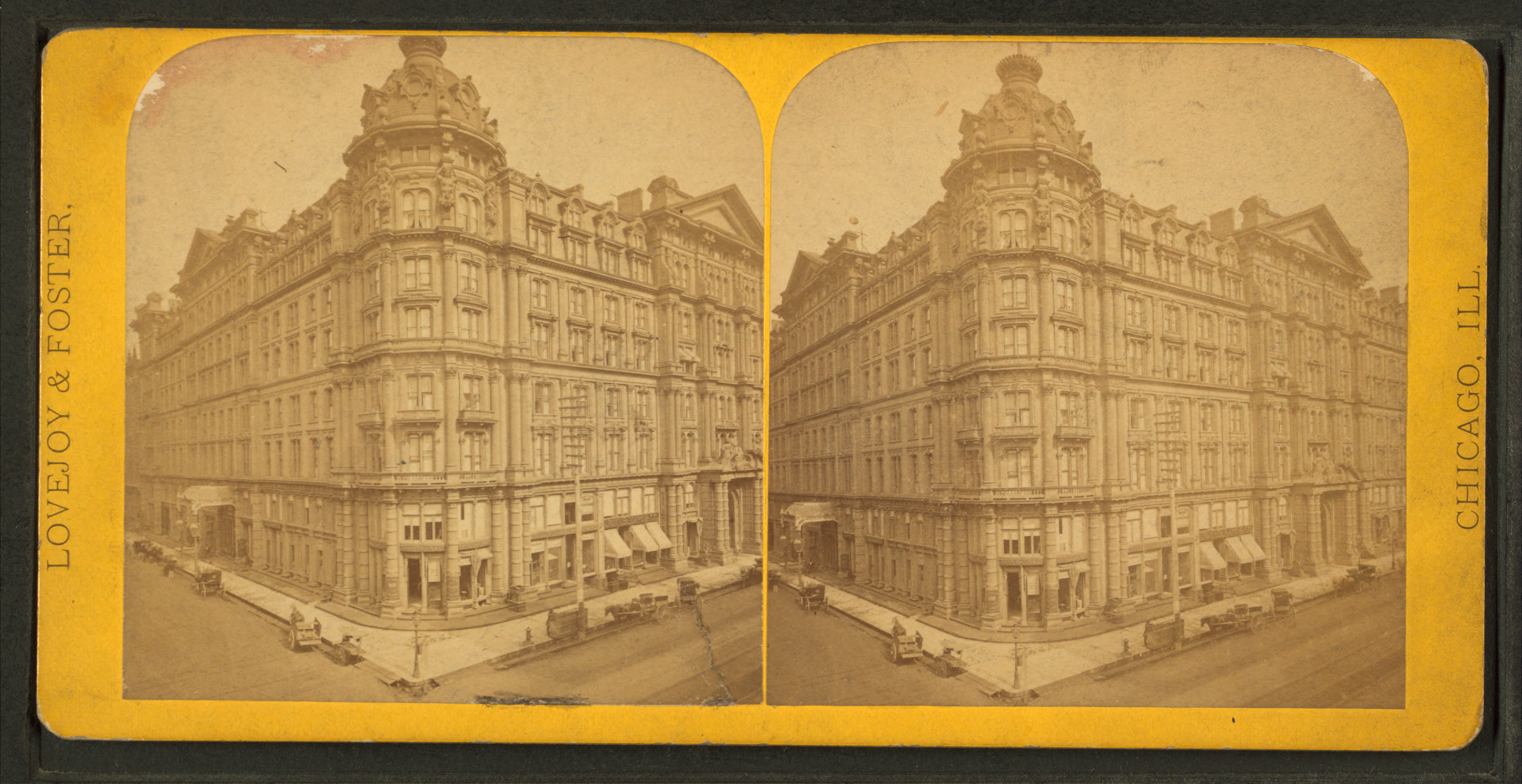
Vista estereoscópica de la segunda Palmer House

Diseñado por el arquitecto John M. Van Osdel, el segundo Palmer House Hotel tenía siete pisos. Sus comodidades incluían habitaciones de gran tamaño, una decoración lujosa y comidas suntuosas servidas con gran estilo. El piso de su barbería estaba embaldosado y los dólares de plata estaban incrustados en un patrón de diamantes. Construido principalmente de hierro y ladrillo, el hotel fue ampliamente anunciado como "El único hotel a prueba de incendios del mundo". Una reunión de 1895 en el hotel de representantes de la facultad de varias universidades del Medio Oeste resultó en la fundación de la Conferencia Big Ten.

### Tercer Palmer House
Para la década de 1920, el negocio en el centro de Chicago podía soportar una instalación mucho más grande, y Palmer Estate decidió construir un nuevo hotel de 25 pisos. Contrató a Holabird & Roche para diseñar el edificio, y su equipo incluyó al arquitecto Richard Neutra en un puesto junior. Entre 1923 y 1925, el hotel fue reconstruido en el mismo sitio.
En diciembre de 1945, Conrad Hilton compró Palmer House por 20 millones de dólares y, a partir de entonces, se conoció como The Palmer House Hilton. En 2005, Hilton vendió la propiedad a Thor Equities, pero mantuvo la gestión a través de la cadena Hilton.
Los estudios de arquitectura de Loebl Schlossman & Hackl y David Fleener Architects renovaron y restauraron completamente el hotel entre 2007 y 2009. El costo total fue de más de 170 millones de dólares. El hotel tiene un total de 1.639 habitaciones, lo que lo convierte en el segundo hotel más grande de la ciudad después del Hyatt Regency Chicago. Recientemente se ha ajustado su nombre a Palmer House - A Hilton Hotel.
En 1970, el hotel fue el lugar del asesinato de Evelyn Okubo, una joven activista por la justicia racial japonesa-estadounidense que asistía a una convención de la Liga de Ciudadanos Estadounidenses Japoneses celebrada allí.
Los artistas que han aparecido en el Empire Room de Palmer House incluyen a Frank Sinatra, Judy Garland, Liberace, Ella Fitzgerald, Maurice Chevalier, Lena Horne, Nat King Cole, Louis Armstrong, Harry Belafonte, Sammy Davis Jr., Peggy Lee, Carol Channing, Bobby Darin, Jimmy Durante, Sonny & Cher, Liza Minnelli, Dionne Warwick, Sophie Tucker, Tommy Dorsey, Phyllis Diller, Lou Rawls, Dick Gregory (1963), Frankie Laine (1963), Josh White (1966), Tony Bennett (1968), Florence Henderson (1968), Donald O'Connor (1971), Jerry Lewis (1971), Jane Powell (1972), The Supremes (1972), Lorna Luft (1972), Trini López (1973), y The Lettermen (1973).
En agosto de 2020, Wells Fargo presentó una demanda contra el propietario del hotel Thor Equities por incumplimiento de pago de una hipoteca comercial de 333 millones de dólares. Debido a la pandemia de COVID-19, el hotel cerró en marzo de 2020.
El hotel reabrió al público el 17 de junio de 2021 luego de una serie de mejoras en su interior, incluida una renovación en su piscina cubierta.

## Galería

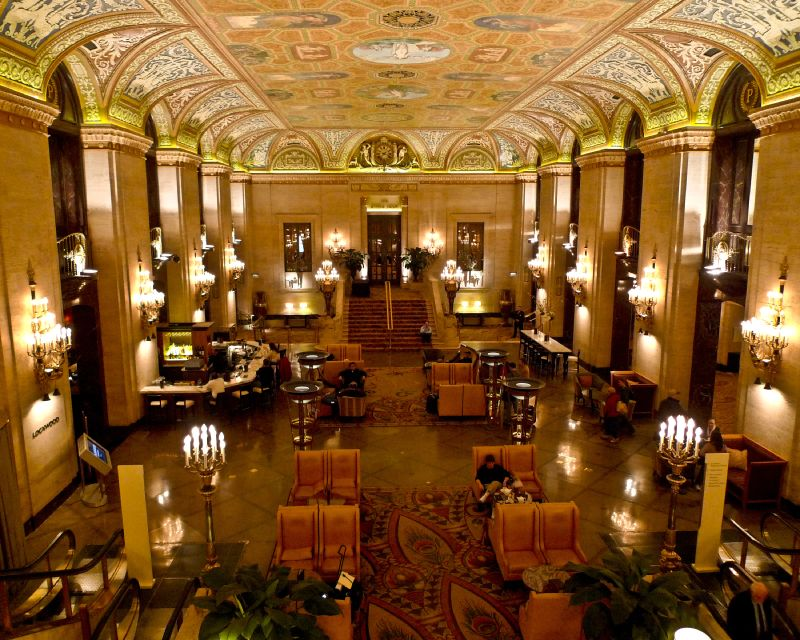
Vestíbulo de Palmer House; Se han ubicado tres hoteles Palmer House en State Street en Chicago
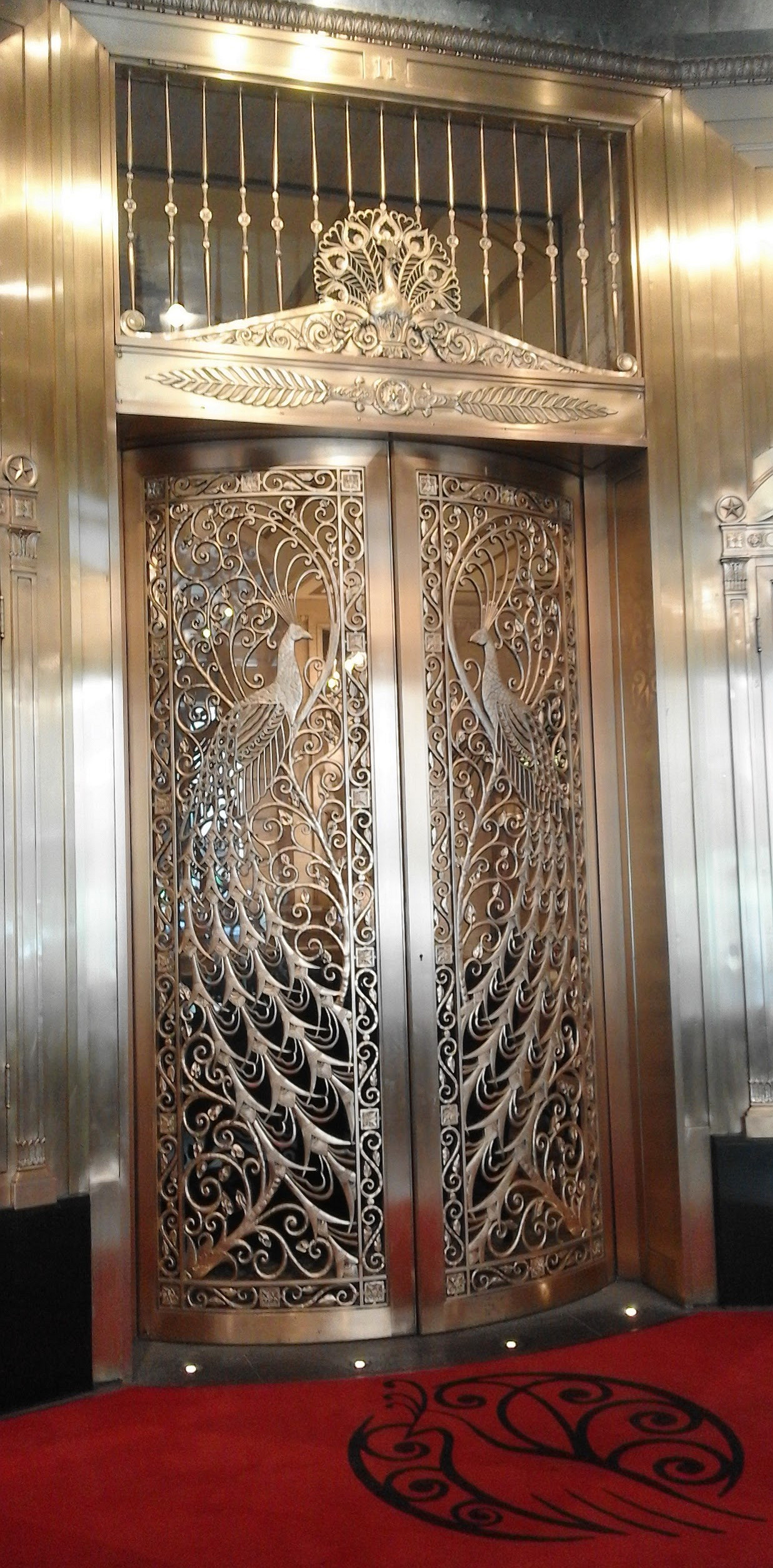
Puerta de pavo real en el vestíbulo
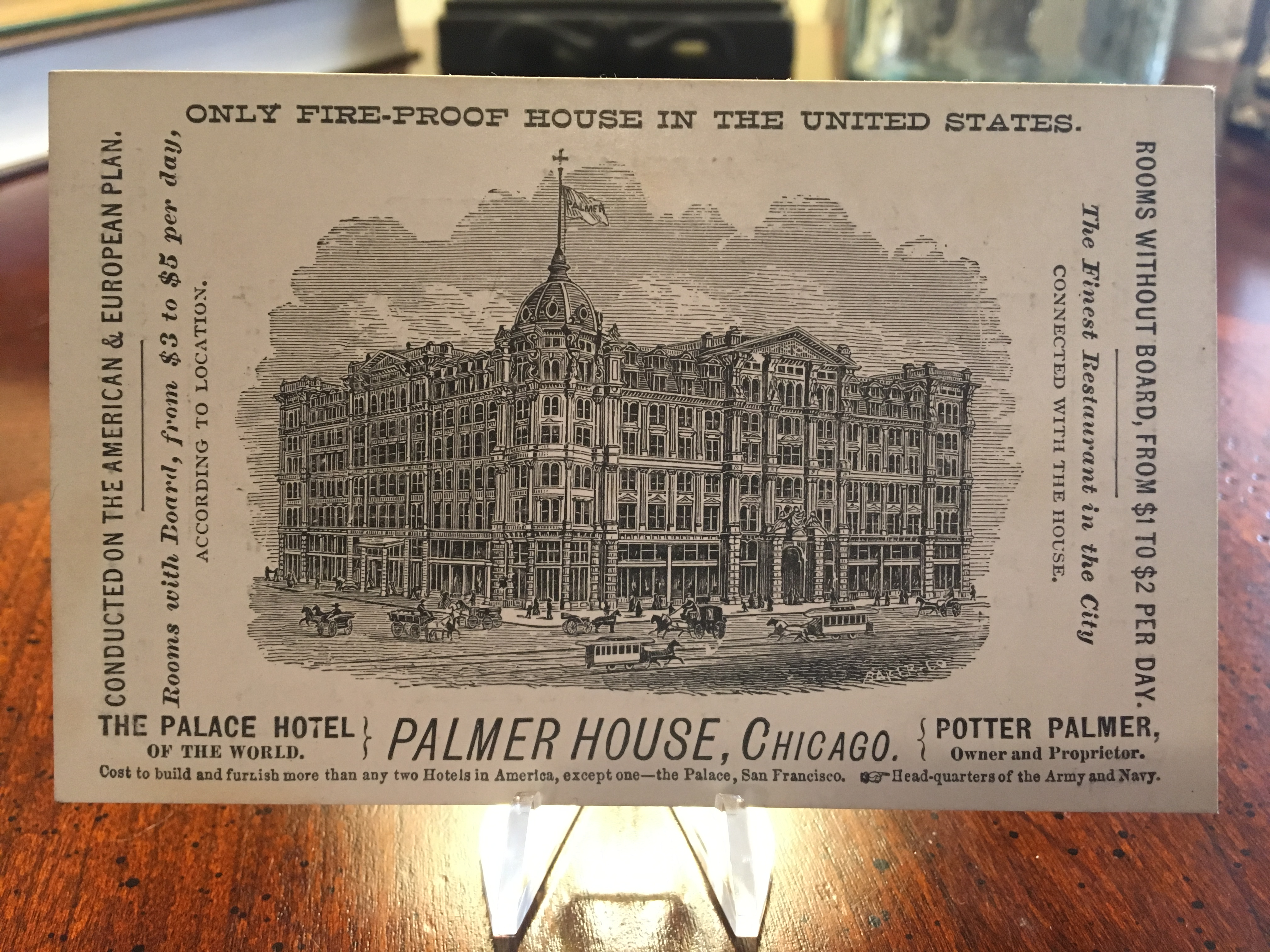
1875 Frente de tarjeta de visita Palmer House
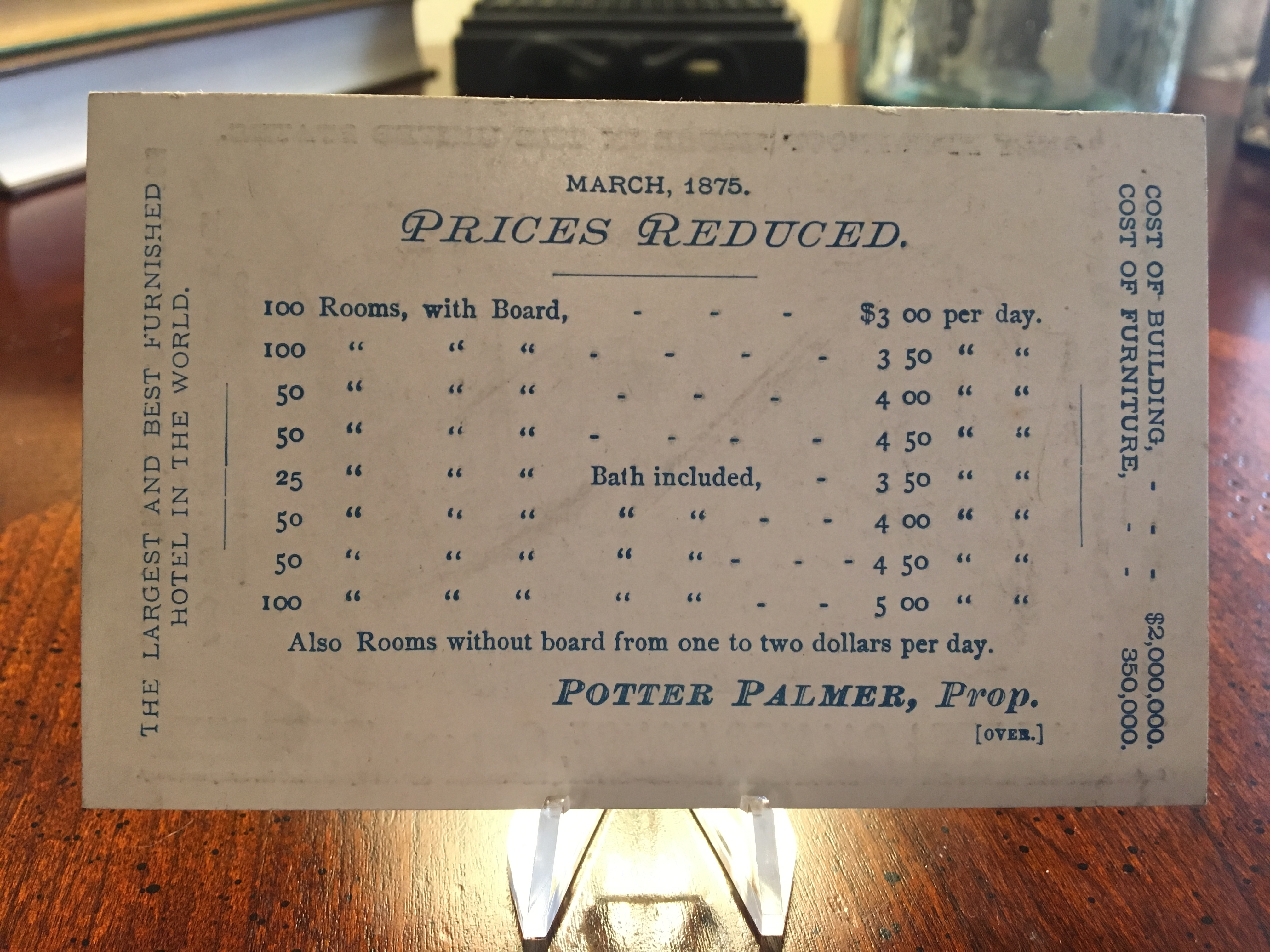
1875 Reverso de tarjeta de visita Palmer House